# Monogramma subfalcata
Monogramma subfalcata är en kantbräkenväxtart som beskrevs av William Jackson Hooker. Monogramma subfalcata ingår i släktet Monogramma och familjen Pteridaceae. Inga underarter finns listade.